# Orchestina silvae
Espèce
Orchestina silvae est une espèce d'araignées aranéomorphes de la famille des Oonopidae.

## Distribution
Cette espèce est endémique du Pérou. Elle se rencontre dans les régions de Loreto et de Madre de Dios.

## Description
La femelle holotype mesure 1,5 mm.

## Étymologie
Cette espèce est nommée en l'honneur de Diana Silva-Dávila.

## Publication originale
- Izquierdo & Ramírez, 2017 : Taxonomic revision of the jumping goblin spiders of the genus Orchestina Simon, 1882, in the Americas (Araneae: Oonopidae). Bulletin of the American Museum of Natural History, no 410, p. 1-362 (texte intégral).